# Hans Boll
Hans Boll (Apolda/Thüringen, 25 november 1923) is een Duitse componist, bewerker en dirigent.

## Leven

### Kinderjaren (1923 tot 1939)
Hans Boll werd geboren op 25 november 1923 in Apolda als enig kind. Zijn ouders hadden een kapperszaak en hoopten dat hun zoon de zaak overnam. Al snel kwamen zij tot de conclusie dat hun zoon geïnteresseerd was in muziek, maar ze waren het er niet mee eens dat Hans die richting zou inslaan. Pas toen Hans een talent bleek te zijn in gitaar, viool en piano veranderde hun mening.

### Jeugd (1939 tot 1948)
Op zijn 16e nam Boll deel aan het ingangsexamen van de muziekschool in Weimar. Hij slaagde voor de test en startte zijn opleiding als kapelmeester. Tijdens de Tweede Wereldoorlog  moest hij zijn opleiding tijdelijk staken vanwege zijn legerdienst. Zijn stage deed hij in Frankrijk waar hij in een muziekvereniging hobo speelde. In 1944 was er een orkest op Russisch oorlogsgebied. Daar werden alle leden opgepakt en overgebracht naar de krijgsgevangenis in Tarnowitz (Polen). Hun instrumenten werden vernietigd. Boll verloor hierdoor zijn kostbare hobo, gitaar en een Hohner Morino-accordeon. Tegen zijn zin lichtte hij zijn ouders in dat hij de kapperszaak zou overnemen.

### Carrière (1948 tot 1969)
Nadat hij uit krijgsgevangenschap vrijkwam, overwoog hij toch om verder te gaan met muziek. Met een aantal vrienden richtte hij in Weimar een muziekensemble op. Enige tijd later won hij de eerste prijs tijdens een muziekwedstrijd in Klingenthal. In 1951, inmiddels was in het oosten van Duitsland de DDR ontstaan, werd hij redacteur bij de vroegere Berliner Rundfunk. In 1952 werd hij dirigent van de ‘Staatlichen Volkskunst-Ensemble der Deutsche Demokratische Republik’, dat echter al in 1953 door de staat werd opgedoekt. Vervolgens werkte hij bij de ‘Hochschule für Musik Berlin’ (tegenwoordig 'Hochschule für Musik Hanns Eisler') en begon les te geven in klassieke accordeon, samenspel, instrumentatieleer en gitaar. In 1956 kreeg hij van de minister van Cultuur van de DDR de titel 'Duitse accordeonmeester'. Dankzij deze titel mocht hij van de DDR onder voorwaarden reizen naar andere landen. In dit kader gaf hij concerten in diverse landen zoals Finland, Polen, India, Irak, Oostenrijk, Mongolië, Roemenië, Italië, Zwitserland en Rusland.

### Carrière (1970 tot 1984)
Van 1970 tot 1974 volgde Hans avondlessen en zelfstudies om componist te worden. De klassikale lessenreeks volgde hij bij professor Gerhard Tittel, privélessen werden gegeven door Günter Kochan. Ook volgde hij een lessenreeks dirigent bij Willy Niepolt. In 1984 kwam Hans Boll in opspraak als rector van de ‘Hochschule für Musik’. Vanwege zijn functie in de communistische DDR kon hij dat land verlaten. Toch kon de regering hem overtuigen om te blijven door hem een concertreis door Italië aan te bieden tezamen met de bekende zangeres Vera Oelschlegel.

### Na de DDR (1984 -)
Na de concertreis besloot Hans Boll om toch te verhuizen naar West-Duitsland. Na enige tijd werkloos te zijn geweest, vond hij toch een manier om zijn niet-gepubliceerde werken te laten drukken en uit te geven. Zijn reeds gepubliceerde werken waren vanwege het communisme eigendom van de DDR.
Toevallig kwam hij in contact met het ‘Lethmater Akkordeon-Orchester’ wat een gelukstreffer was. Hij werd dirigent van het orkest van 1987 tot 1989 en componeerde speciaal voor het ensemble de "Sinfonische Variationen über 'Innsbruck, ich muß Dich lassen'". Dankzij enkele concerttoernooien met dit orkest kwam hij in contact met Guido Wagner. Samen met hem werd hij mededirigent van het jeugdorkest van Noordrijn-Westfalen. Daarna werd hij dirigent van het 'Bochumer Zitherorchesters'.

## Bekende composities
Hieronder een lijst van de meest bekende composities van Hans Boll.
- Adagio ostinato e Allegro finale
- Aria - Toccata - Fugato Interrotto E Corale
- Aria
- Begegnungen für Zupforchester
- Bolero Martellato
- Das Äpfelchen
- Der kleine Prinz
- Fantasie
- Impressionen für Akkordeon-Duo
- Inmortal - In memoriam Ástor Piazzolla
- Kontraste
- Musikalische Delikatessen
- Partita Picolla
- Planetarium Suite
- Prelude für Mandoline und Gitarre
- Reisebilder vom Balkan
- Suite Miniature
- Tango-Medley
- The Kepler Theme
- Toccata - Passacaglia - Fuge
- Universe - Transparente Träume
- Variationen über "Innsbruck ich muss dich lassen"

- Gemeinsame Normdatei: 134332911
- International Standard Name Identifier: 0000 0001 0784 4124
- Library of Congress Control Number: no2010205209
- Nationale Bibliotheek van Letland: 000304688
- Nationale Bibliotheek van Tsjechië: xx0155623
- Virtual International Authority File: 79580918
- WorldCat: E39PBJvXh8HYWJvHh4fQMYKw4q